# Donny van de Beek
Donny van de Beek ([ˈdɔni vɑn də beːk]; sinh ngày 18 tháng 4 năm 1997) là một cầu thủ bóng đá Hà Lan chuyên nghiệp hiện đang thi đấu ở vị trí tiền vệ cho câu lạc bộ La Liga Girona.
Anh gia nhập học viện học viện Ajax vào năm 2008. Sau đó, vào năm 2015, anh đã có trận ra mắt chính thức cho đội một của Ajax trong một trận đấu của UEFA Europa League chống lại đối thủ Celtic. Trong mùa giải 2016–17, Ajax đã tiến vào trận chung kết Europa League, nhưng đã phải chấp nhận thất bại trước Manchester United. Van de Beek đã thiết lập vị trí chính thức trong đội hình xuất phát của Ajax vào mùa giải 2017–18. Trong mùa giải 2018–19, Ajax đã tiến vào bán kết của UEFA Champions League, và Van de Beek đã được đề cử cho giải thưởng Ballon d'Or. Với Ajax, anh đã giành được chức vô địch Eredivisie, cúp KNVB Cup và giải thưởng Johan Cruyff Shield. Vào ngày 30 tháng 8 năm 2020, Van de Beek đã chuyển đến đội bóng Manchester United.
Trong sự nghiệp bóng đá trẻ quốc tế, Van de Beek đã thi đấu hơn 40 trận cho đội tuyển Hà Lan từ U-17 đến U-21. Vào tháng 11 năm 2017, anh đã ra mắt đội tuyển quốc gia trong trận gặp Romania. Năm 2019, anh là một phần của đội tuyển Hà Lan tham gia vào trận chung kết đầu tiên của UEFA Nations League, nhưng đã thất bại trước Đội tuyển Bồ Đào Nha.

## Tuổi thơ
Donny van de Beek sinh tại Nijkerkerveen. Bố mẹ của anh là André và Gerdina van de Beek. Cha của Donny là người hâm mộ của đội bóng Ajax và đã đưa anh đến sân vận động của đội khi Donny mới 5 tuổi. Em trai Donny, Rody, từng thi đấu cho đội Veensche Boys.

## Sự nghiệp câu lạc bộ

### Những năm đầu
Van de Beek bắt đầu sự nghiệp tại học viện Veensche Boys của địa phương, nơi cha anh từng thi đấu. Vào tháng 8 năm 2014, anh gia nhập học viện trẻ của Ajax và ký hợp đồng ba năm. Anh tiến bộ trong học viện và tham gia trong trận Siêu cúp A1 chống lại đội A1 của Feyenoord. Vào ngày 27 tháng 1 năm 2015, anh ký hợp đồng gia hạn, giữ anh tại câu lạc bộ cho đến giữa năm 2018.
Van de Beek ra sân lần đầu cho đội Jong Ajax (đội dự bị của Ajax) tại giải Eerste Divisie vào tháng 1 năm 2015. Hai tháng sau đó, HLV Frank de Boer gọi anh lên đội một để tham gia trận đấu vì chấn thương của một cầu thủ khác, nhưng anh không được sử dụng trong trận đó. Ở cuối mùa giải 2014–15, anh giành giải thưởng Tài năng tương lai của AFC Ajax.
Vào tháng 11 năm 2015, Van de Beek được gọi lên đội một để tham gia trận đấu của Ajax trong UEFA Europa League gặp câu lạc bộ Scotland Celtic. Anh đã có trận ra mắt ấn tượng trong trận đấu này, giúp Ajax giành chiến thắng 2-1. Anh tỏ ra hài lòng với trận ra mắt này và nói: "Tôi đã thi đấu tốt. Trận đấu diễn ra căng thẳng vì tỷ số liên tục thay đổi, nhưng tôi nghĩ mình đã thi đấu tốt.". Ba ngày sau, Van de Beek ra sân trong trận đấu đội một lần đầu tiên và Ajax thắng 2-0 trước đội PEC Zwolle. Trong tháng tiếp theo, anh ghi bàn đầu tiên cho Ajax trong trận hòa 1-1 trước câu lạc bộ Na Uy Molde FK. Bàn thắng này đã giúp anh giành giải thưởng Bàn thắng của tháng của câu lạc bộ.
Voetbal International đưa tin vào tháng 1 năm 2016 rằng HLV De Boer đã ấn tượng với Van de Beek và cam kết cho anh tiếp tục thi đấu cùng đội một "cho đến khi có thông báo khác". Sau khi John Heitinga và Yaya Sanogo rời khỏi đội, anh chính thức được thăng chức lên đội một vào ngày 16 tháng 2. Trong tháng 3, các báo cáo cho biết câu lạc bộ Đức Bayern Munich quan tâm đến việc ký hợp đồng với anh. Vào cuối mùa giải 2015-2016, anh đã củng cố vị trí của mình trong đội một và thường xuyên thi đấu cho đội dưới 19 tuổi của Ajax tại UEFA Youth League. Báo Mundo Deportivo của Tây Ban Nha cũng cho biết Barcelona đang xem xét cách để đảm bảo sự phục vụ của anh.

### Ajax

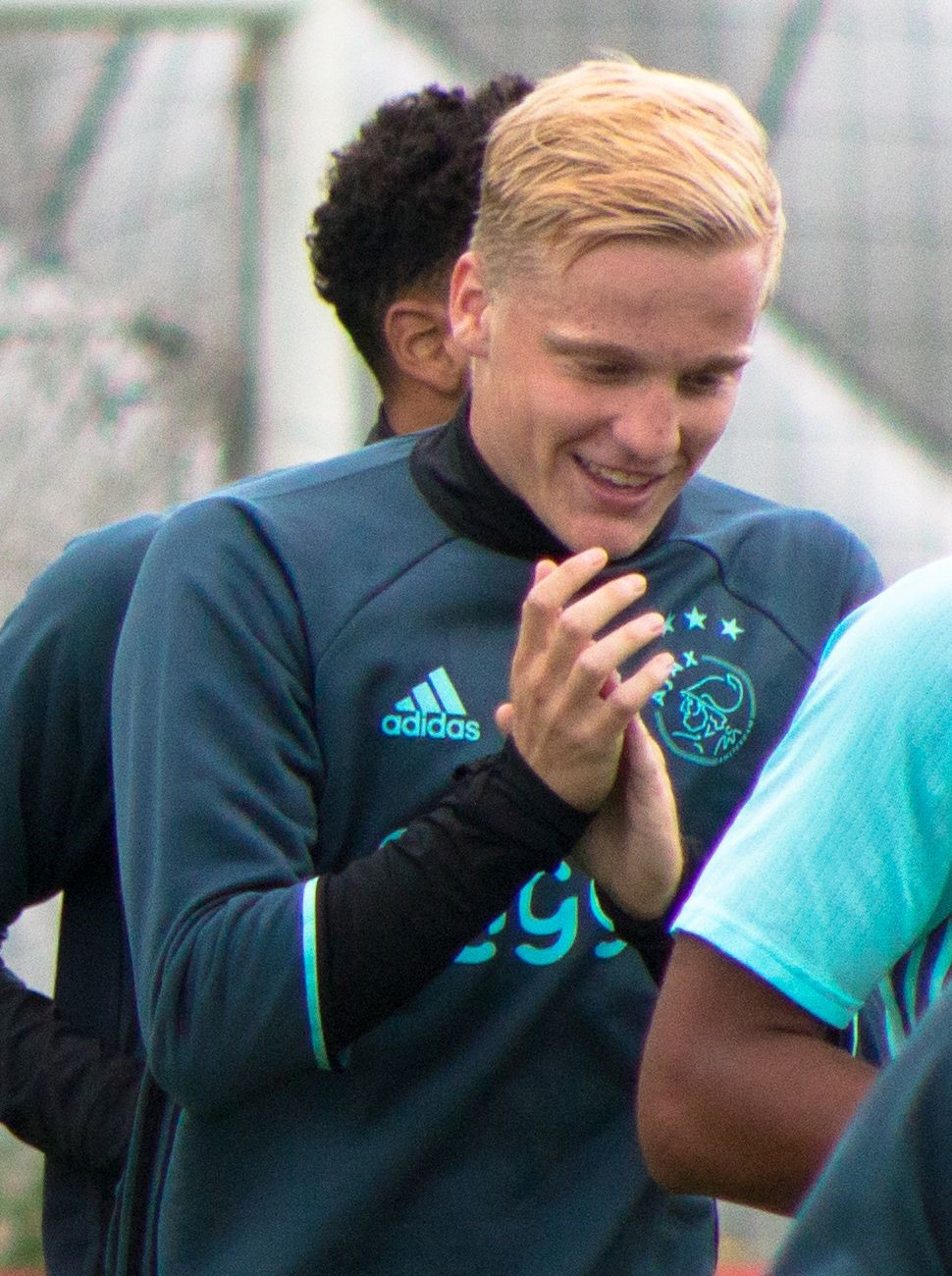
Van de Beek cùng Ajax năm 2016

Mùa giải 2016–17, HLV mới Peter Bosz đã gọi Van de Beek vào đội hình Ajax tham dự trận đấu vòng loại UEFA Champions League với câu lạc bộ Hy Lạp PAOK với một số lý do: Bosz đã ấn tượng với màn trình diễn của Van de Beek trong các trận giao hữu tại Áo trước mùa, Riechedly Bazoer bị chấn thương và Nemanja Gudelj bị treo giò. Vào ngày 26 tháng 7, anh đã ra sân trong trận hòa 1–1 trước PAOK và ra mắt Champions League. Anh và Abdelhak Nouri là hai cầu thủ được đánh giá trung bình cao hơn 7.0 điểm khi thi đấu cho đội dự bị trong mùa giải này. Trong tháng 11, anh đã được chọn vào Đội hình tiêu biểu của Europa League tuần đó vì màn trình diễn của anh trước Panathinaikos. Anh là một phần của bộ ba tuyến giữa cùng với Nouri và Lasse Schöne. Anh đã thay thế Schöne vào phút 70 trong trận chung kết Europa League trước Manchester United, khi Ajax thất bại 2–0.
Bình luận về các trận giao hữu mùa trước của Van de Beek năm 2017-18, báo Hà Lan "Algemeen Dagblad" viết rằng anh đã thành công trong việc lấp đầy khoảng trống được tạo ra sau sự ra đi của Davy Klaassen, người vừa chuyển đến câu lạc bộ Everton của Anh. Vào tháng Mười, câu lạc bộ Tottenham Hotspur của Anh đã theo dõi anh ở Hà Lan. Anh đã ghi bàn trong cả hai trận đấu vòng loại Champions League trước câu lạc bộ Nice của Pháp. Trong trận đầu tiên, anh đã ghi bàn gỡ hòa vào phút 36 của trận đấu hòa 1-1; tận dụng sai lầm của thủ môn đối phương Yoan Cardinale. Trong trận đấu lượt về, anh đã ghi bàn trong hiệp một của trận đấu hòa 2-2. Vào ngày 18 tháng 11, Van de Beek đã ghi ba bàn trong trận thắng 8-0 trước câu lạc bộ NAC Breda. Đội trưởng của Ajax, Joël Veltman, đã khen ngợi kỷ lục này là "rất ấn tượng". Anh đã thi đấu 34 lần trong giải đấu và ghi 11 bàn, cùng với việc thêm vào sáu đường kiến tạo. Vào tháng 7 năm 2018, anh đã từ chối một lời đề nghị từ câu lạc bộ Ý Roma với lý do "Ajax là nơi phù hợp nhất cho sự phát triển của anh".
Van de Beek đã đóng vai trò quan trọng như một tiền vệ tấn công cho Ajax trong mùa giải 2018-19, bắt đầu gần như mọi trận đấu trong tất cả các giải đấu, khi đội bóng giành chức vô địch giải đấu trong năm năm và bất ngờ đạt tới bán kết của UEFA Champions League mùa giải 2018-19. Van de Beek đã ghi bàn trước Juventus vào ngày 16 tháng 4 trong trận lượt về vòng tứ kết, giúp đội của anh loại bỏ nhà vô địch Italia với tỷ số chung cuộc 3-2. Vào ngày 7 tháng 5, anh đã ghi bàn trước Tottenham Hotspur trong trận lượt đi bán kết, dẫn đến chiến thắng 1-0 trên sân khách cho Ajax. Tuy nhiên, Ajax không thể tiến vào trận chung kết, sau khi thua chung cuộc 2-3 sau trận thua trên sân nhà ở trận lượt về. Trong mùa giải Champions League 2019-20, Van de Beek đã ghi bàn trước Valencia trong chiến thắng sân khách 3-0, và trước Chelsea trong trận hòa 4-4. Tuy nhiên, Ajax đã thua 0-1 trước Valencia trên sân nhà và bị loại ở vòng bảng.

### Manchester United

#### 2020–2022

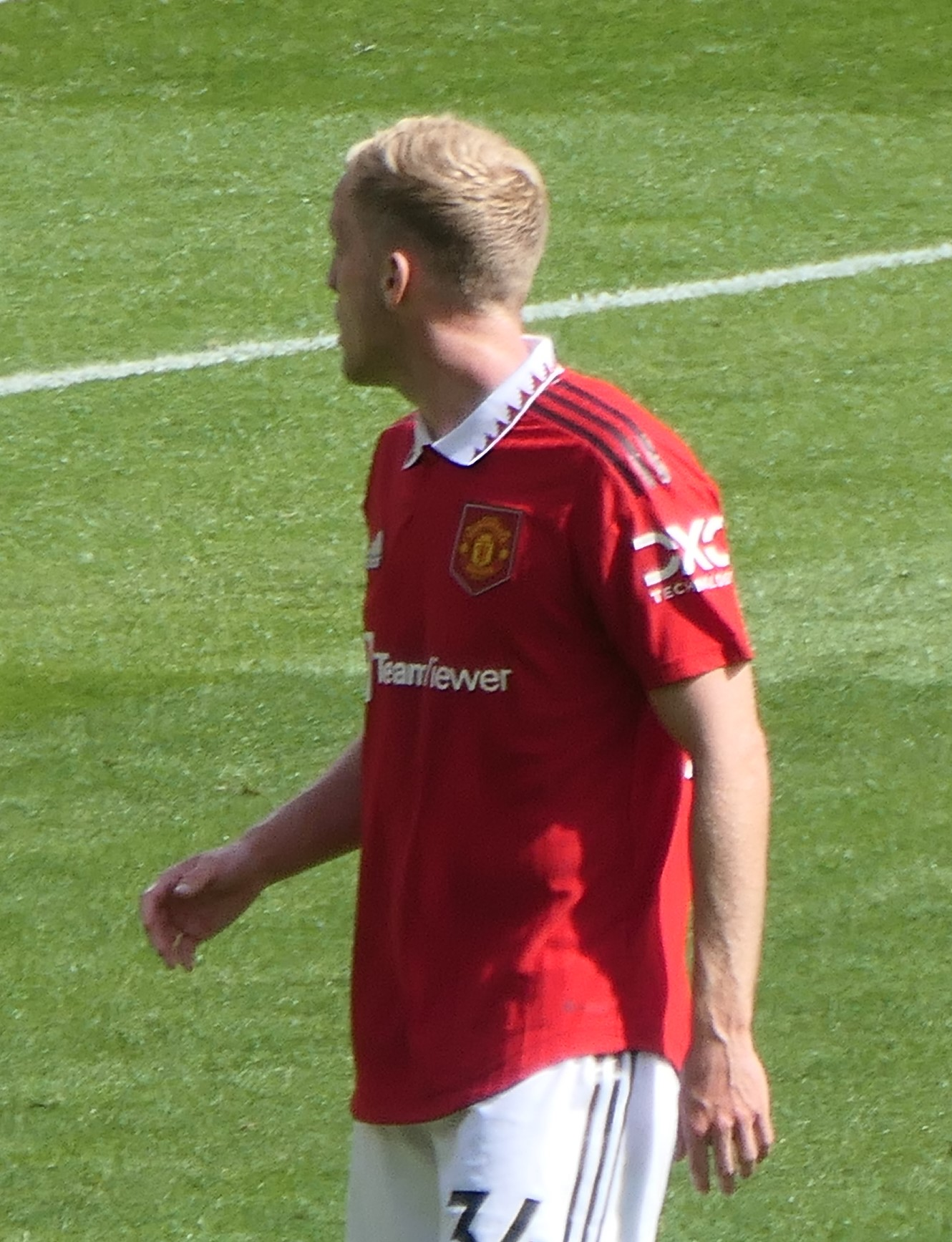
Van de Beek cùng Manchester United năm 2022

Vào ngày 30 tháng 8 năm 2020, Ajax và câu lạc bộ Premier League Anh, Manchester United, đã thống nhất về việc chuyển nhượng Van de Beek. Giao kèo này đã hoàn tất sau ba ngày, với Van de Beek ký hợp đồng 5 năm, với mức giá chuyển nhượng là khoảng £35 triệu và thêm £5 triệu trong các khoản thưởng. Van de Beek chọn áo số 34 để tưởng nhớ đồng đội cũ tại Ajax, Abdelhak Nouri, người đã gặp tai nạn trong trận giao hữu vào năm 2017 và phải được đặt vào hôn mê nhân tạo. Tại Manchester United, Van de Beek ít khi được ra sân trong mùa giải đầu tiên, chỉ đá chính trong bốn trận đấu Premier League. Trận đấu không chính thức đầu tiên của anh diễn ra trong trận giao hữu với Aston Villa vào ngày 12 tháng 9, trước khi ra sân trong trận đấu chính thức đầu tiên tại Premier League trước Crystal Palace vào ngày 19 tháng 9; anh ghi bàn duy nhất cho United trong trận thua 1-3.
Trong mùa giải thứ hai, anh không bắt đầu bất kỳ trận đấu nào ở Premier League, mặc dù anh đã có vài lần đá chính trong Champions League và EFL Cup. Trong trận đấu cuối cùng của HLV Ole Gunnar Solskjaer, một trận thua 1-4 trước Watford vào ngày 20 tháng 11 năm 2021, Van de Beek được thay vào sân lần thứ ba chỉ trong mười hai trận đấu Premier League, ghi bàn thứ hai và cuối cùng cho câu lạc bộ trong Premier League. Tình hình không được cải thiện: trong mười trận đấu Premier League dưới sự dẫn dắt của các HLV thay thế Michael Carrick và Ralf Rangnick, anh chỉ có tổng cộng 9 phút tham gia trận đấu.

#### Cho mượn tới Everton
Vào ngày 31 tháng 1 năm 2022, Van de Beek đã được cho mượn đến câu lạc bộ Premier League Everton cho đến cuối mùa 2021–22. Anh ra mắt cho Everton trong trận thua 1-3 trước Newcastle United vào ngày 8 tháng 2 năm 2022. Anh đã ra sân đá chính trong năm trận đầu tiên trong sáu trận, nhưng sau đó, thời gian ở câu lạc bộ bị ảnh hưởng bởi chấn thương đùi dai dẳng và chỉ ra sân trong trận đấu cuối cùng của mùa giải Premier League, trận thua 1-5 trước Arsenal; Van de Beek đã ghi bàn thắng duy nhất cho Everton.

#### 2023–nay
Vào tháng 1 năm 2023, Van de Beek gặp chấn thương đầu gối trong trận thắng 3-0 trước Bournemouth, khiến anh không thể thi đấu trong phần còn lại của mùa giải. Vào ngày cuối cùng của thị trường chuyển nhượng mùa hè, câu lạc bộ Ligue 1 Lorient từ chối cho mượn Van de Beek do vấn đề về thái độ của anh đối với câu lạc bộ. Vài ngày sau đó, anh bị loại khỏi đội hình tham dự Champions League cho mùa giải 2023–24.

## Sự nghiệp quốc tế
Van de Beek đã thi đấu cho các đội tuyển trẻ của Hà Lan ở các cấp độ khác nhau, bao gồm dưới 17 tuổi, dưới 19 tuổi, dưới 20 tuổi và dưới 21 tuổi. Anh ra mắt cho đội tuyển dưới 17 tuổi vào ngày 11 tháng 9 năm 2013. Năm 2014, anh và đội tuyển dưới 17 tuổi của Hà Lan đã vào chung kết Giải vô địch U-17 châu Âu nhưng thua ở trận chung kết trước đội tuyển của Anh. Tuy nhiên, họ chỉ đứng thứ hai sau Anh.
Van de Beek đầu tiên ra sân cho đội tuyển quốc gia Hà Lan vào ngày 14 tháng 11 năm 2017 trong trận giao hữu với Romania. Anh đã xuất hiện trong cả hai trận đấu tại Giải vô địch bóng đá quốc gia UEFA 2019 dưới vai trò dự bị, khi Hà Lan đánh bại Anh 3-1 nhưng thua Bồ Đào Nha ở trận chung kết 1-0. Anh ghi bàn quốc tế đầu tiên của mình vào ngày 14 tháng 10 năm 2020 trong trận hòa 1-1 trên sân khách trước Italy tại UEFA Nations League.
Tuy nhiên, vào ngày 8 tháng 6 năm 2021, anh buộc phải rút lui khỏi đội tuyển Hà Lan tham dự Giải vô địch bóng đá châu Âu 2020 do chấn thương.

## Phong cách chơi
Van de Beek là một cầu thủ đa năng về chiến thuật và chăm chỉ, có thể thi đấu ở nhiều vị trí trong tuyến tiền vệ. Tại Ajax, anh chủ yếu đảm nhận vai trò trung tâm hoặc tấn công, nhưng cũng có thể đóng vai trò phòng ngự. Báo Tây Ban Nha "Mundo Deportivo" ghi nhận rằng anh thường đóng vai trò tấn công hơn so với các đồng đội khác. Theo "Goal.com", Van de Beek được mô tả là một cầu thủ có khả năng kiểm soát bóng xuất sắc và có cái nhìn tốt để tạo ra đường chuyền, đồng thời nguy hiểm khi tạo ra những pha tấn công vào khu vực cấm địa. Khi còn thi đấu cho Học viện Ajax, anh được so sánh với Davy Klaassen, nhưng anh từ chối so sánh và cho rằng mình là người luôn muốn giữ bóng ở chân. Cựu đội trưởng Ajax Joël Veltman mô tả Van de Beek là một cầu thủ làm việc chăm chỉ và có khả năng thi đấu ở giữa các đường.

## Cuộc sống cá nhân
Van de Beek hẹn hò với Estelle Bergkamp, con gái lớn của huyền thoại của Arsenal, Dennis Bergkamp. Họ có một con gái tên là Lomée.

## Thống kê sự nghiệp

### Câu lạc bộ
Tính đến trận đấu chơi vào ngày 27 tháng 4 năm 2024
| Câu lạc bộ                 | Mùa giải            | Giải đấu            | Giải đấu | Giải đấu | Cúp quốc gia | Cúp quốc gia | Cúp liên đoàn | Cúp liên đoàn | Châu Âu | Châu Âu | Khác | Khác | Tổng cộng | Tổng cộng |
| Câu lạc bộ                 | Mùa giải            | Hạng đấu            | Trận     | Bàn      | Trận         | Bàn          | Trận          | Bàn           | Trận    | Bàn     | Trận | Bàn  | Trận      | Bàn       |
| -------------------------- | ------------------- | ------------------- | -------- | -------- | ------------ | ------------ | ------------- | ------------- | ------- | ------- | ---- | ---- | --------- | --------- |
| Jong Ajax                  | 2014–15             | Eerste Divisie      | 6        | 0        | —            | —            | —             | —             | —       | —       | —    | —    | 6         | 0         |
| Jong Ajax                  | 2015–16             | Eerste Divisie      | 13       | 2        | —            | —            | —             | —             | —       | —       | —    | —    | 13        | 2         |
| Jong Ajax                  | 2016–17             | Eerste Divisie      | 16       | 6        | —            | —            | —             | —             | —       | —       | —    | —    | 16        | 6         |
| Jong Ajax                  | Tổng cộng           | Tổng cộng           | 35       | 8        | 0            | 0            | 0             | 0             | 0       | 0       | 0    | 0    | 35        | 8         |
| Ajax                       | 2015–16             | Eredivisie          | 8        | 0        | 0            | 0            | —             | —             | 2       | 1       | —    | —    | 10        | 1         |
| Ajax                       | 2016–17             | Eredivisie          | 19       | 0        | 2            | 0            | —             | —             | 11      | 0       | —    | —    | 32        | 0         |
| Ajax                       | 2017–18             | Eredivisie          | 34       | 11       | 1            | 0            | —             | —             | 4       | 2       | —    | —    | 39        | 13        |
| Ajax                       | 2018–19             | Eredivisie          | 34       | 9        | 5            | 4            | —             | —             | 18      | 4       | —    | —    | 57        | 17        |
| Ajax                       | 2019–20             | Eredivisie          | 23       | 8        | 3            | 0            | —             | —             | 10      | 2       | 1    | 0    | 37        | 10        |
| Ajax                       | Tổng cộng           | Tổng cộng           | 118      | 28       | 11           | 4            | 0             | 0             | 45      | 9       | 1    | 0    | 175       | 41        |
| Manchester United          | 2020–21             | Premier League      | 19       | 1        | 4            | 0            | 4             | 0             | 9       | 0       | —    | —    | 36        | 1         |
| Manchester United          | 2021–22             | Premier League      | 8        | 1        | 1            | 0            | 1             | 0             | 4       | 0       | —    | —    | 14        | 1         |
| Manchester United          | 2022–23             | Premier League      | 7        | 0        | 0            | 0            | 1             | 0             | 2       | 0       | —    | —    | 10        | 0         |
| Manchester United          | 2023–24             | Premier League      | 1        | 0        | 0            | 0            | 1             | 0             | 0       | 0       | —    | —    | 2         | 0         |
| Manchester United          | Tổng cộng           | Tổng cộng           | 35       | 2        | 5            | 0            | 7             | 0             | 15      | 0       | 0    | 0    | 62        | 2         |
| Everton (mượn)             | 2021–22             | Premier League      | 7        | 1        | 0            | 0            | —             | —             | —       | —       | —    | —    | 7         | 1         |
| Eintracht Frankfurt (mượn) | 2023–24             | Bundesliga          | 8        | 0        | —            | —            | —             | —             | 0       | 0       | —    | —    | 8         | 0         |
| Girona                     | 2024–25             | La Liga             | 0        | 0        | 0            | 0            | —             | —             | 0       | 0       | —    | —    | 0         | 0         |
| Tổng cộng sự nghiệp        | Tổng cộng sự nghiệp | Tổng cộng sự nghiệp | 203      | 39       | 16           | 4            | 7             | 0             | 60      | 9       | 1    | 0    | 287       | 52        |

1. ↑  Bao gồm KNVB Cup, FA Cup
2. 1 2  Số lần ra sân tại UEFA Europa League
3. ↑  Một lần ra sân tại UEFA Champions League, mười lần ra sân tại UEFA Europa League
4. ↑  Hai lần ra sân và hai bàn thắng tại UEFA Champions League, hai lần ra sân tại UEFA Europa League
5. 1 2  Số lần ra sân tại UEFA Champions League
6. ↑  Tám lần ra sân và hai bàn tháng tại UEFA Champions League, hai lần ra sân tại UEFA Europa League
7. ↑  Ra sân tại Johan Cruyff Shield
8. ↑  Sáu lần ra sân tại UEFA Champions League, ba lần ra sân tại UEFA Europa League

### Đội tuyển quốc gia
Tính đến trận đấu chơi vào ngày 30 tháng 3 năm 2021
| Đội tuyển quốc gia | Năm  | Trận | Bàn |
| ------------------ | ---- | ---- | --- |
| Hà Lan             |      |      |     |
| 2017               | 1    | 0    |     |
| 2018               | 4    | 0    |     |
| 2019               | 5    | 0    |     |
| 2020               | 7    | 2    |     |
| 2021               | 2    | 1    |     |
| Tổng               | Tổng | 19   | 3   |

Tính đến trận đấu chơi vào ngày 30 tháng 3 năm 2021
Điểm số Hà Lan được liệt kê đầu tiên, cột điểm số chỉ số điểm số sau mỗi bàn thắng của Van de Beek
| Số | Ngày                 | Sân                                            | Lần ra sân | Đối thủ     | Kết quả | Kết quả | Giải đấu                      | Ref.   |
| -- | -------------------- | ---------------------------------------------- | ---------- | ----------- | ------- | ------- | ----------------------------- | ------ |
| 1  | 14 tháng 10 năm 2020 | Stadio Atleti Azzurri d'Italia, Bergamo, Italy | 14         | Ý           | 1–1     | 1–1     | 2020–21 UEFA Nations League A | [ 75 ] |
| 2  | 11 tháng 11 năm 2020 | Johan Cruyff Arena, Amsterdam, Hà Lan          | 15         | Tây Ban Nha | 1–1     | 1–1     | Giao hữu                      | [ 76 ] |
| 3  | 30 tháng 3 năm 2021  | Sân vận động Victoria, Gibraltar               | 19         | Gibraltar   | 6–0     | 7–0     | Vòng loại World Cup FIFA 2022 | [ 77 ] |

## Thành tựu
Ajax
- Eredivisie: 2018–19[15]
- KNVB Cup: 2018–19[15]
- Johan Cruyff Shield: 2019[15]
- Á quân UEFA Europa League: 2016–17[78]

Manchester United
- Cúp EFL: 2022–23[79]
- Á quân UEFA Europa League: 2020–21[80]

Đội tuyển Hà Lan U17
- Á quân Giải vô địch U17 châu Âu UEFA: 2014[59]

Cá nhân
- Giải Ajax Tài năng của Tương lai (Giải Sjaak Swart): 2014–15[16]
- Tài năng của tháng Eredivisie: Tháng 11 năm 2017[81]